# Едмонд Лојшот
Едмонд Лојшот (1905–1989) био је швајцарски фудбалер који је играо као везни играч за Швајцарску 1934. године. Такође је на клупском нивоу играо за Уранију Женев Спорт и Сервет.